# Anthony Ritchie
Anthony Ritchie (født 6. december 1960 i Christchurch, New Zealand) er en newzealandsk komponist.
Ritchie hører til New Zealands ledende komponister i nutiden. 
Han har skrevet 5 symfonier, koncerter, operaer og orkesterværker.

## Udvalgte værker
- Symfoni nr. 1 "Boum" (1993) - for orkester
- Symfoni nr. 2 "Det udvidede bål" (1999) - for orkester
- Symfoni nr. 3 (2010) - for orkester
- Symfoni nr. 4 "Stationer" (2014) - for orkester
- Symfoni nr. 5 Barndom (2018) - for orkester
- Symfoni nr. 6 (2023) . for orkester
- Klaverkoncert (1982) - for klaver og orkester
- Bratschkoncert (1994-1995) - for bratsch og orkester
- Fløjtekoncert (1993) - for fløjte og orkester
- Guitarkoncert (1997) - for guitar og orkester
- "The Good Boy" (2004) – opera